# Héctor Camacho (zapaśnik)
Héctor Luis Camacho R. (ur. 5 stycznia 1979) – wenezuelski zapaśnik w stylu wolnym. Zajął 24 miejsce na mistrzostwach świata w 2002. Siódmy na igrzyskach panamerykańskich w 2003. Zdobył dwa medale mistrzostw panamerykańskich, srebro w 2004. Mistrz igrzysk Ameryki Południowej w 2002. Srebrny medalista igrzysk Ameryki Środkowej i Karaibów w 2002. Wicemistrz igrzysk boliwaryjskich w 2001 roku.